# Sørensen-Puffer
Der Sørensen-Puffer ist ein von Søren Sørensen entwickelter Puffer zur Regulierung des pH-Werts. Als dieser 1909 erstmals die Protonenkonzentration wässriger Lösungen als pH-Wert definierte, benötigte er für seine biochemischen Forschungen pH-stabile Untersuchungslösungen. Anhand der pKs-Werte traf er eine Auswahl an Substanzen, die er in Form von sieben Stammlösungen bevorratete.

## Stammlösungen
1. 0,100 n Salzsäure-Maßlösung
2. 0,100 n Natronlauge-Maßlösung
3. 0,100 molare Glycin-Lösung mit Kochsalz (7,507 g Glycin und 5,85 g Kochsalz pro 1,00 Liter)
4. 9,073 g primäres KH2PO4 (wasserfrei) (= 0,0667 mol) in 1,00 Liter Wasser
5. 11,87 g sekundäres Na2HPO4-Dihydrat (= 0,0667 mol) in 1,00 Liter Wasser
6. Eine Lösung von 19,21 g Citronensäure (= 0,100 mol) und 200 mL 1,00 n Natronlauge (= 0,200 mol), auf 1,00 L mit Wasser aufgefüllt.
7. Eine Lösung von 12,37 g Borsäure (= 0,200 mol) und 100 mL 1,00 n Natronlauge (= 0,100 mol), auf 1,00 L mit Wasser aufgefüllt.

Hieraus stellte er für den pH-Bereich 2–13 die damals als „Sørensen-Puffer“ bekannten Pufferlösungen her.

## Pufferlösungen nach Sørensen

Hägg-Diagramm von Phosphorsäure – H_{3}PO_{4}: schwarz; H_{2}PO_{4}^{−}: violett; HPO_{4}^{2−}: blau; PO_{4}^{3−}: braun; H^{+}: gestrichelt; OH^{−}: gepunktet
Phosphatpuffer-Anwendung pH 4,9 … 8,0

- Glycin und Natronlauge bzw. Salzsäure
- Borat und Natronlauge bzw. Salzsäure
- Citrat und Natronlauge bzw. Salzsäure
- Phosphat

Die meisten dieser Zusammenstellung besitzen heute nur noch historische Bedeutung, der Glycin-Puffer und vor allem der Phosphat-Puffer (z. B. als isotonische PBS) dagegen ist noch weit verbreitet.